# Le Coteau
Le Coteau is een gemeente in het Franse departement Loire (regio Auvergne-Rhône-Alpes). De plaats maakt deel uit van het arrondissement Roanne. Le Coteau telde op 1 januari 2022 6.893 inwoners.

## Geografie
De oppervlakte van Le Coteau bedroeg op 1 januari 2022 4,89 vierkante kilometer; de bevolkingsdichtheid was toen 1.409,6 inwoners per km². Deze gemeente is verbroederd met Zwevegem (BE).

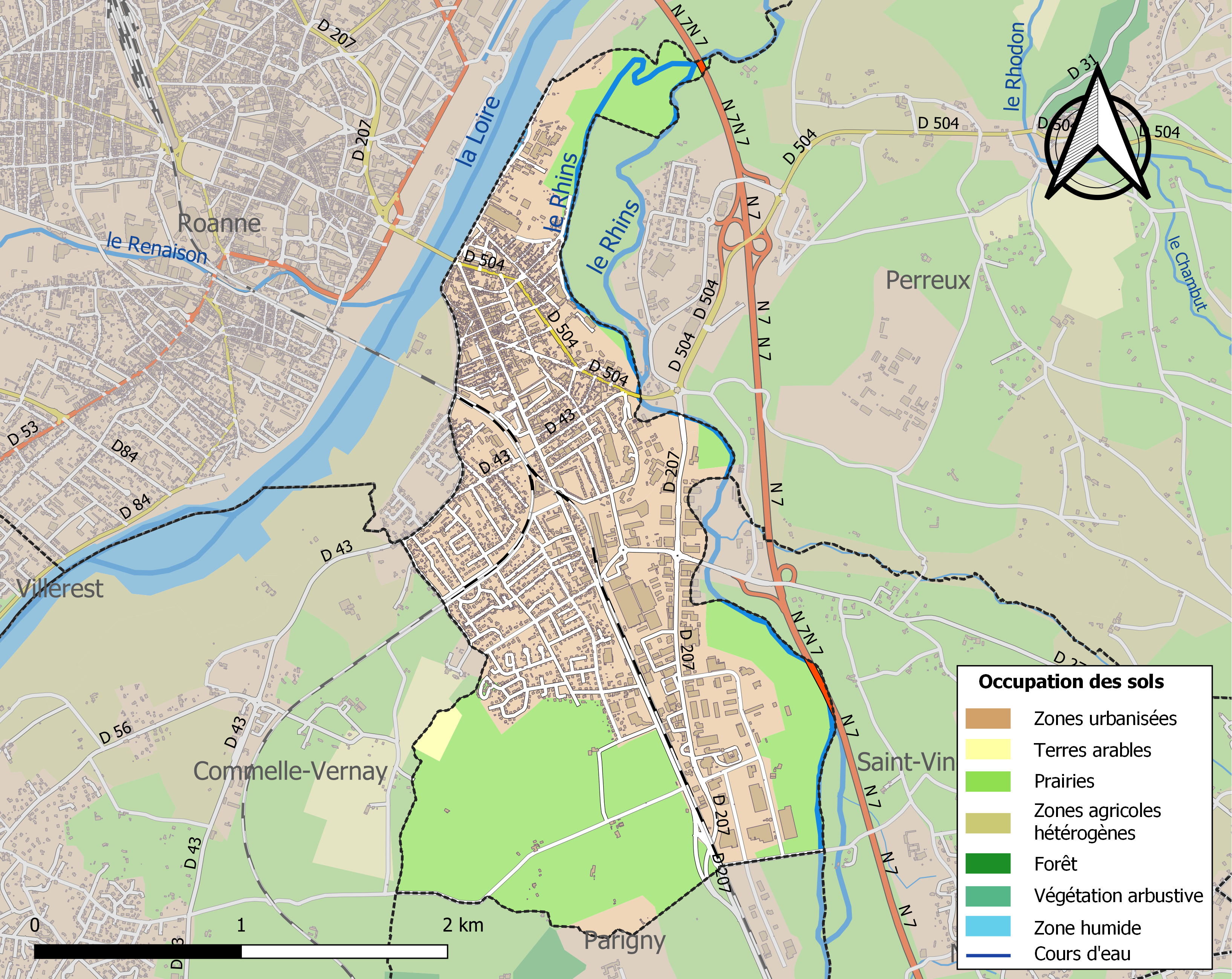
Kaart van de gemeente met de belangrijkste infrastructuur, bodemgebruik en omliggende gemeenten

## Demografie
Onderstaande figuur toont het verloop van het inwonertal (bron: INSEE-tellingen).